# Coligny (bateau)
Pour les articles homonymes, voir Coligny.

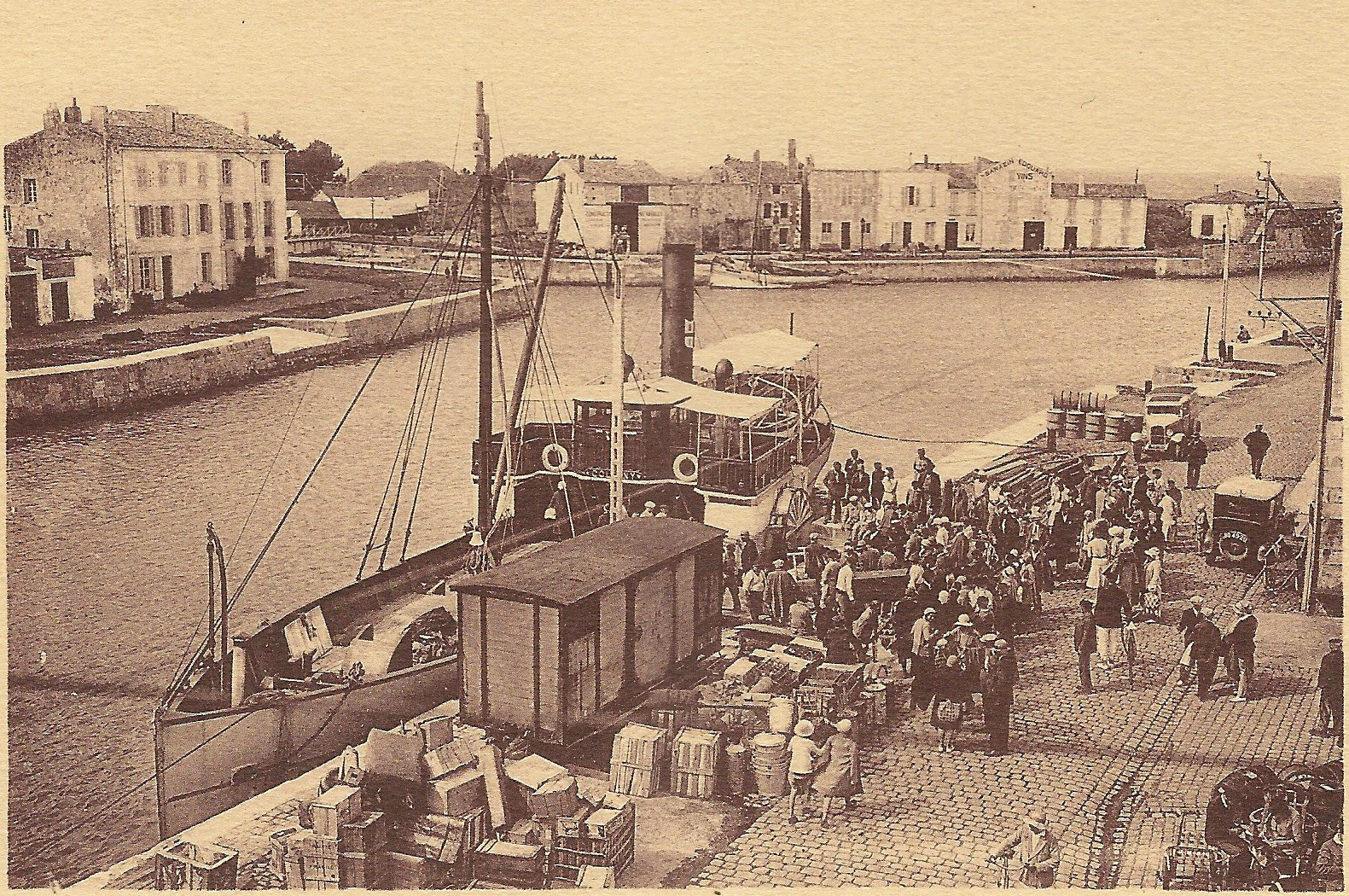
Le Coligny au quai de Saint-Martin-de-Ré, vers 1936.

Le Coligny est un bateau à roues à aubes construit en 1875, et destiné à la liaison maritime La Rochelle - île de Ré avant la mise en place des bacs au départ de La Pallice, ainsi qu'a convoyer les condamnés vers le bagne de l'île de Ré avant leur départ vers Cayenne.

## Histoire
Sous la Troisième République, un bateau à roues à aubes est destiné à convoyer les prisonniers à l'île-de-Ré. Le Coligny était un des premiers bacs qui assuraient la liaison entre le port de La Rochelle et l'île de Ré, au début du XXe siècle, jusqu'à la Seconde Guerre mondiale. Il servait au transport de passagers (dont de temps en temps des bagnards) et des marchandises sur une liaison régulière, avec son jumeau l’Express, et d'autres plus petits. Ce n'est qu'occasionnellement qu'il a servi à transborder des bagnards du port de Saint-Martin-de-Ré aux plus gros bateaux de transport des bagnards (le Loire et ensuite le La Martinière), qui, étant donné leur tirant d'eau, étaient obligés de rester en rade de Saint-Martin.